# Hieronim Morsztyn
Hieronim Morsztyn (1581 - 1623) fou un poeta polonès de l'època barroca, vinculat a les idees sarmatistes. Provenia d'una família de la Germandat Polonesa, tot i que quedà orfe ben jove, i fou pujat pel seu oncle Samuel Łaski, secretari reial. Estudià amb els jesuïtes a Braniewo, tot i que va viure entre les corts a Lublin i a Vílnius. La seva obra més coneguda és Światowa Rozkosz (1606), en què lloa la bellesa de la creació, en contraposició al pecat.